# Tupolev Tu-330
Tupolev Tu-330 là một mẫu máy bay vận tải hạng trung hiện đại của Nga, do công ty Tupolev thiết kế.

## Biến thể
Tu-300
Tu-330K

## Tính năng kỹ chiến thuật
Dữ liệu lấy từ Jane's All the World's Aircraft 2008–2009
Đặc điểm tổng quát
- Kíp lái: 2
- Chiều dài: 42.00 m (137 ft 9½ in)
- Sải cánh: 43.50 m (142 ft 8½ in)
- Chiều cao: 14.00 m (45 ft 1¼ in)
- Diện tích cánh: 195.5 m2 (2104 ft2)
- Trọng lượng có tải: 103500 kg (228175 lb)
- Lực nâng có ích: 35,000 kg ( lb)
- Động cơ: 2 × Aviadvigatel PS-90A kiểu turbofan, lực đẩy 171 kN (38,400 lbf) mỗi chiêc

Hiệu suất bay
- Vận tốc hành trình: 850 km/h ( mph)
- Tầm bay: 3000 km (1865 dặm)
- Trần bay: 11000 m (36100 ft)